# Henri de Lur-Saluces
Pour les articles homonymes, voir Lur-Saluces.
Thomas-Joseph-Henri, comte de Lur-Saluces, né le 11 décembre 1808 à La Réole et mort le 8 août 1891 à Bordeaux, est un homme politique français.

## Biographie
Fils de Ferdinand-Eugène de Lur-Saluces, il suivit d'abord la carrière militaire, entra à Saumur en 1825, fut nommé sous-lieutenant au 14e chasseurs en 1829, et démissionna le 10 septembre 1831.
Maire de Preignac de 1838 à 1841, membre du conseil municipal de Bordeaux de 1841 à 1846, chef d'escadron de l'artillerie de la garde nationale de Bordeaux en 1848, membre du conseil général de la Gironde pour le canton de Podensac de 1860 à 1874) il fit, sous l'Empire, de l'opposition au gouvernement dans le conseil général, et se présenta sans succès, le 1er juin 1863, comme candidat indépendant au Corps législatif, face à Émile Pereire, puis, le 24 mai 1869, face à Jérôme David. 
Il fut enfin élu en 1876. Lors de la crise du 16 mai 1877, il fut l'un des signataires du manifeste des 363. Il était réélu après la dissolution de la Chambre, au second tour de scrutin, le 18 octobre 1877. 
Il quitta le Palais Bourbon pour le Luxembourg, étant devenu sénateur de la Gironde, par 347 voix sur 667 votants. Il y siégea jusqu'à son décès, survenu le 8 août 1891.

### Sources
- « Henri de Lur-Saluces », dans Adolphe Robert et Gaston Cougny, Dictionnaire des parlementaires français, Edgar Bourloton, 1889-1891 [détail de l’édition]